# Kiosque à musique à Palić
Le kiosque à musique à Palić (en serbe cyrillique : Музички павиљон на Палићу ; en serbe latin : Muzički paviljon na Paliću) est situé à Palić, dans la province de Voïvodine, sur le territoire de la ville de Subotica et dans le district de Bačka septentrionale, en Serbie. Il est inscrit sur la liste des monuments culturels protégés de la république de Serbie (identifiant no SK 1536).

## Présentation
Le kiosque a été construit en 1910 sur des plans des architectes Marcell Komor et Dezső Jakab dans le style de la Sécession hongroise.
Il se présente sous le forme d'un pavillon octogonal ouvert, placé sur un podium et auquel on accède par quelques marches. Il est doté d'une structure en bois orné de cœurs sculptés à la base et peint de motifs floraux stylisés, motifs que l'on retrouve dans d'autres bâtiments du complexe thermal. Les colonnes en bois qui soutiennent le toit conique se terminent par des sortes de consoles décoratives qui ressemblent aux branches d'un arbre.